# Wangen an der Aare
Wangen an der Aare é uma comuna da Suíça, situada no distrito administrativo de Alta Argóvia, no cantão de Berna. Tem 5,22 km² de área e sua população em 2018 foi estimada em 2.311 habitantes.